# クリーモフ VK-1

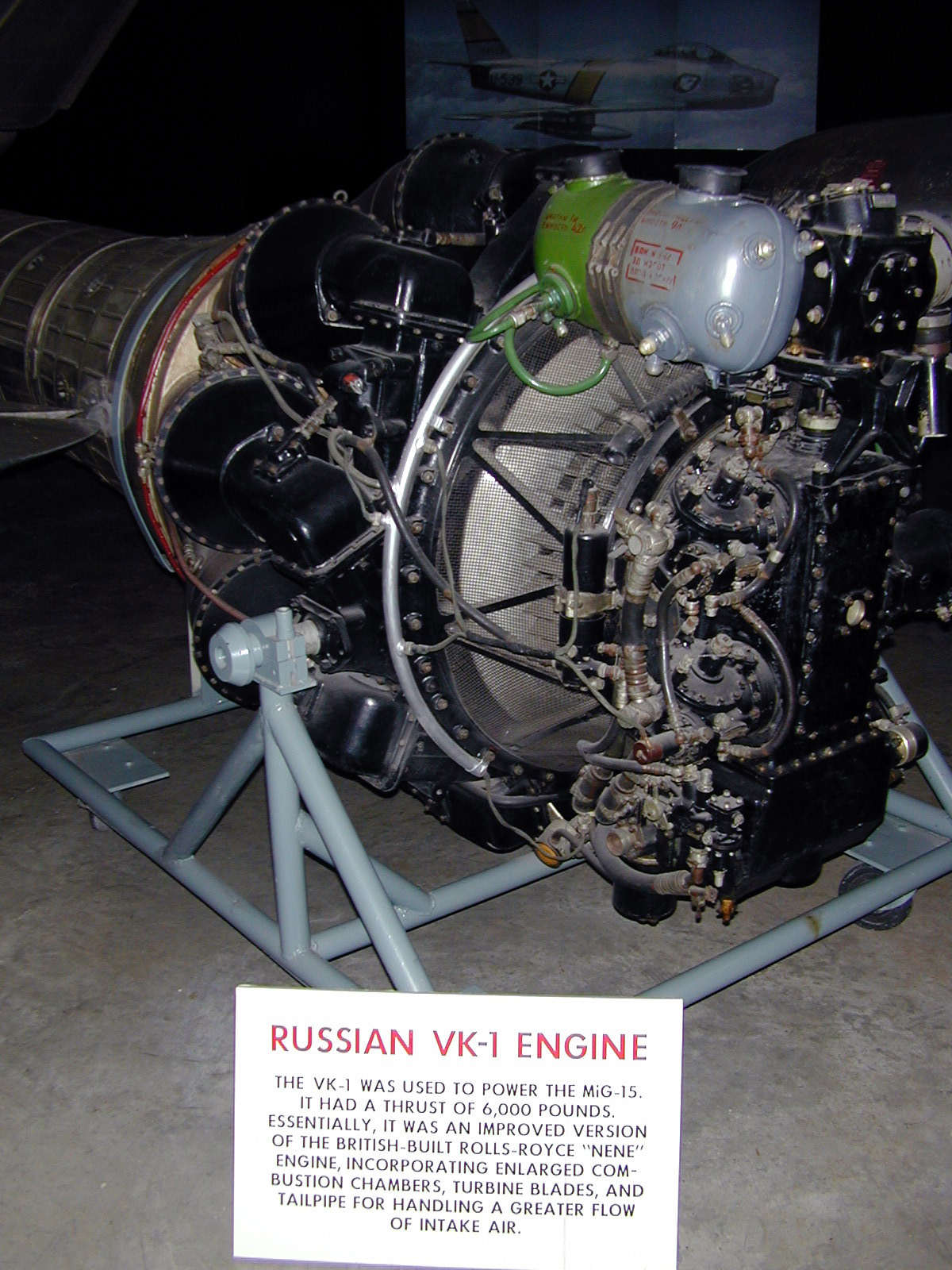
クリーモフ VK-1

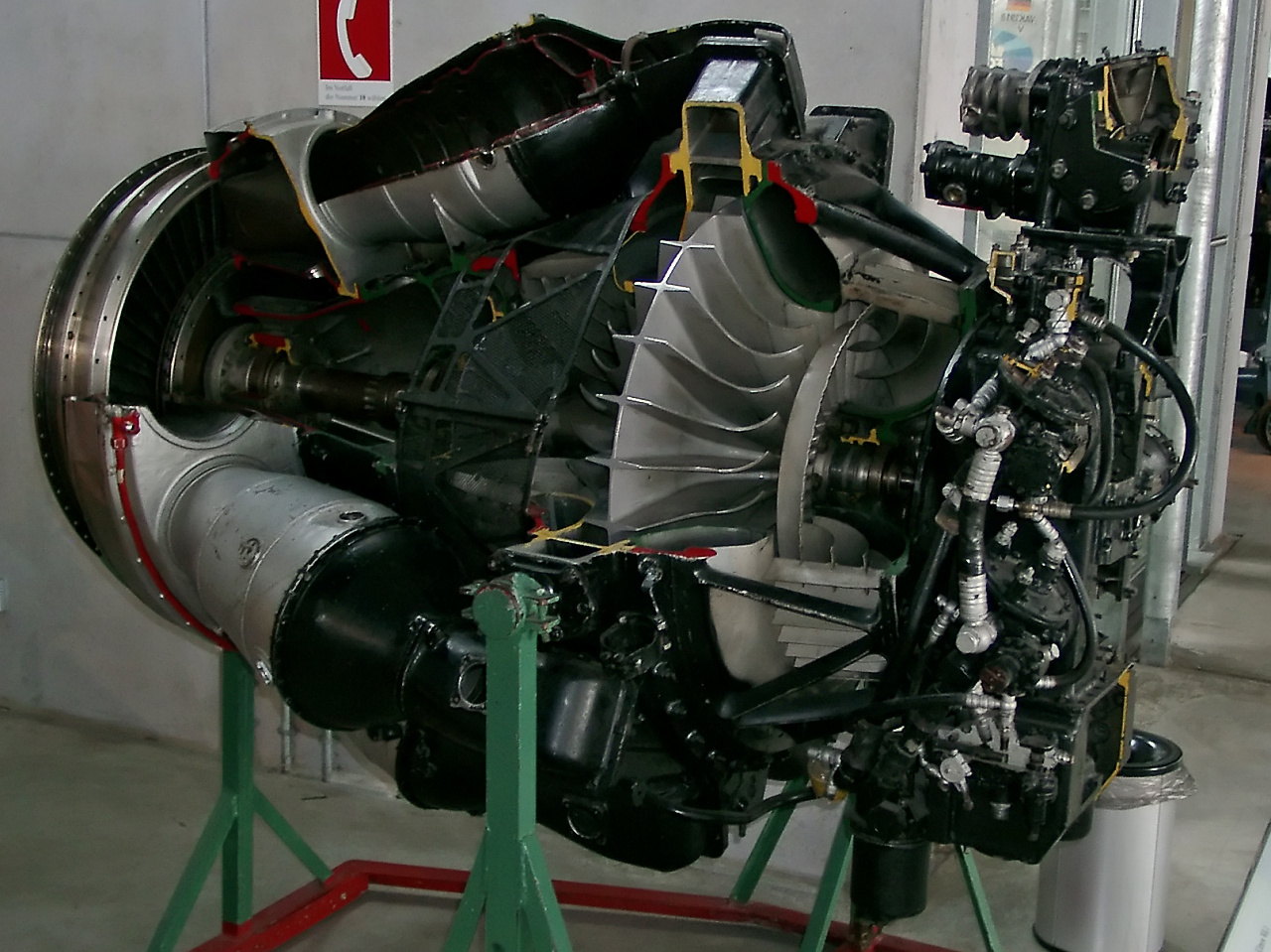
VK-1 の内部

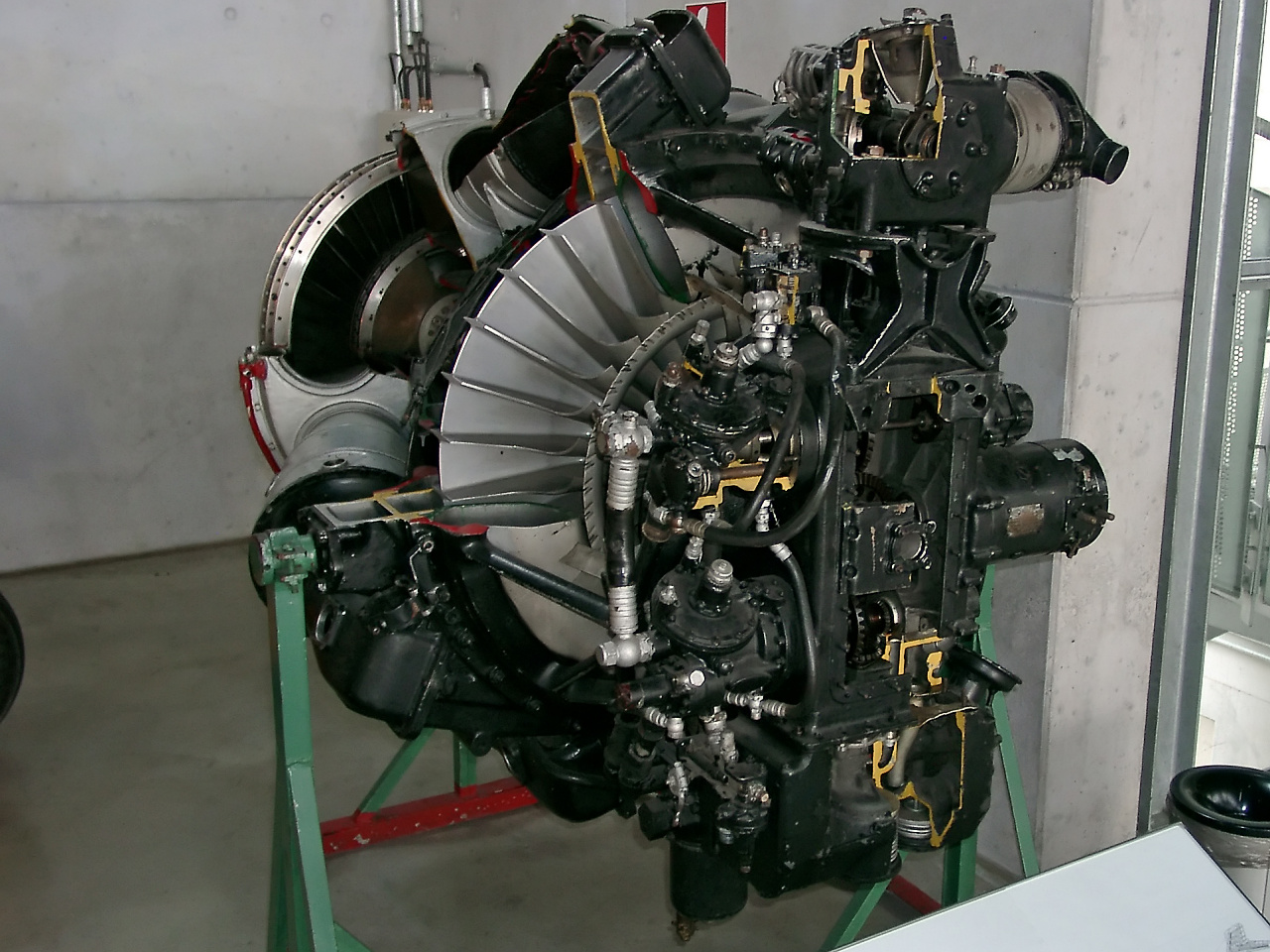
VK-1 の内部

クリーモフ VK-1は、ソ連で実用化した初期のターボジェットエンジン。名目上ヴラジーミル・ヤーコヴレヴィチ・クリーモフ設計局で開発され、GAZ 116工場で生産された。中国でもWP-5としてライセンス生産された。

## 概要
第二次世界大戦終結後、アメリカのペーパークリップ作戦に対抗してソ連は多数のドイツ人技術者や仕掛品のエンジンを鹵獲したが、敗戦直前にドイツで生産された物の品質は劣悪だった反面、技術的には余りに高度だったため、当分野で後発国であるソ連の参考にはなり難かった。
折りしも冷戦本格化前の翌1946年、イギリスで成立したクレメント・アトリー労働党政権が、ソ連との友好関係を改善する事に熱心だった事から、最新鋭ターボジェットであるロールス・ロイス ニーン40基（35基とも）と、縮小版のダーウェント Mk.V 25基の輸出を承認したことが、ソ連にとって福音となった。
これらは間もなくドイツ人技術者の主導でリバースエンジニアリングされ、ダーウェント Mk.V のデッドコピー機 RD-500 と、同じくニーンの複製である RD-45 の生産が1947年に着手された。
RD-45 は比較的単純な構造であったが、当時のソ連の技術的な経験不足と材料により開発は難航した。量産するために改良されたVK-1ではオリジナルのニーンとは異なり、燃焼器とタービンが大型化され、気流が改善された。ソ連は金属材料の問題を解決するためにロールスロイスの工場を見学した時に"特別仕様"の靴を履いて床に落ちていた金属の屑を回収してそれを後で分析した。
最初は RD-45 として後に金属材料の問題によりソビエトの技術者の開発によってわずかに再設計され(金属材料も近い)複製が行われ、後に VK-1 として量産され、MiG-15に搭載された。更に VK-1F は、ソ連からの技術供与でロールス・ロイスに無断のまま中国でも生産され、中国製の MiG-17 である殲撃五型（J-5）に搭載された。1958年に北京市を訪れた同社の副社長ホィットニー・ウィラード・ストレート（Whitney Willard Straight）は、この事実を目撃し、同社はソ連政府に対し2億700万ポンドのライセンス料を請求したが、徒労に終わった。
初期には信頼性に問題を抱えていたが、これを搭載した MiG-15 の出現は皮肉な事に西側にとって深刻な脅威を与え、朝鮮戦争において連合国側を苦しめた。
VK-1F はアフターバーナー付きで、ロールス・ロイス テイに相当する。
遠心圧縮式ターボジェットエンジンは構造が単純で、早期の戦力化に即した反面、機械的限界から性能向上の余地がほとんど残されておらず、また大径なため機体設計上障害になることなどから、軸流圧縮式ターボジェットエンジンに取って代わられた。

## 諸元 (VK-1)
- 全長：2,600 mm (102 in)
- 直径：1,300 mm (51 in)
- 重量：872 kg (1,395 lb)
- 推力：26.5 kN (5,955 lbf)
- 燃料消費率：109.1 kg/(kN·h) (1.07 lb/(lbf·h))
- 推力重量比：41.4 N/kg (4.27:1)

## 搭載機
VK-1はMiG-15に続き、MiG-17やIl-28にも搭載された。また、ロシアの空港では融雪車に本ジェットエンジンを取り付けたものが運用されている。

### 文献
- Gunston, Bill. World Encyclopedia of Aero Engines. Cambridge, England. Patrick Stephens Limited, 1989. ISBN 1-85260-163-9